# Шалготарјан
Шалготарјан (мађ. Salgótarján) је град и седиште Ноград жупаније у регији Регија Северне Мађарске, веома близу мађарске границе са Словачком (5 km).

## Положај
Шалготарјан се налази у крајње северном делу данашње Мађарске, 75 km североисточно од престонице Будимпеште. Шалготарјан је и највише веће насеље у држави, пошто се налази у горском делу Мађарске, на 250 m надморске висине. Град је брдовит и смештен је испод шумовитих брда Черхат планине, што овом граду даје једну потпуно другачију слику од уобичајеног мађарског града.

## Историја
Насеље на месту данашњег града је постојало током средњег века. У 13. веку овде се помиње замак и црква. Међутим, по подацима током следећих векова делује да је Шалготарјан био мало село.
Нагли развој насеља десио се средином 19. века када је овде отворен рудник угља. Село је брзо расло и 1922. званично постаје град, а 1950. године и ново седиште Ноград жупаније. Током комунистичког раздобља град је брзо растао и ширио се.
Град је 1994. коначно добио звање велеграда као седиште округа, али у ово време дошло до затварања рудника угља, а тим и огромну незапосленост, што и данас представља велику тешкоћу за град. Као залог прошлих времена у граду постоји Музеј Рударства.

## Становништво
По процени из 2017. у граду је живело 34.627 становника.
| 1990.  | 2001.  | 2011.  | 2017.  |
| ------ | ------ | ------ | ------ |
| 47.822 | 45.645 | 37.262 | 34.627 |

## Партнерски градови
- Вигарано Мајнарда
- Донкастер
- Кемерово
- Гљивице
- Ванта